# María Garaña
María Garaña Corces es considerada una de las mujeres más influyentes del ámbito tecnológico e incluida en el "Listado de las 500 mujeres más poderosas de España". Desde diciembre de 2017, es la directora gerente de Servicios Profesionales para la región Europa, Oriente Medio y África (EMEA) de Google.

## Trayectoria
Garaña es licenciada en Ciencias empresariales y Derecho por la Universidad CEU San Pablo de Madrid y diplomada en Comercio internacional por la Universidad de California en Berkeley. Además cursó dos Másteres en Administración y Dirección de Empresas, uno por la Universidad CEU San Pablo y otro por la Escuela de negocios de Harvard entre 1996 y 1998. Apoya causas benéficas en las áreas del arte y la cultura, la educación, la ciencia y la tecnología, los servicios sociales y otros. Además, defiende la igualdad de oportunidades y apoya a otras mujeres directivas en su trayectoria. En 2013 afirmó en una entrevista a El País que "Las mujeres están sobrecargadas e infrapromocionadas. Las que llegan arriba tienen unas características comunes: son luchadoras, tienen confianza en sí mismas y, detrás, una red que las soporta y empuja”.
Empezó su carrera profesional en Madrid como analista en la empresa de servicios financieros Citi y trabajó también en la consultora estadounidense Merrill Lynch. Fue Senior Change Management Consultant en Andersen Consulting (después Accenture) y mánager en la consultora Bain & Company desde 1998. Dio el salto a México en 1999, al ser nombrada Advertising Inventory Director (airtime management) en el grupo Televisión Azteca, y en 2001 se mudó a Fort Lauderdale (Miami, Estados Unidos) para ser CEO de Zoom Media.
Garaña ha ocupado diversos puestos de relevancia en Microsoft desde 2003. Durante 3 años, hasta 2006, fue Marketing and Operations Director (BMO) de Microsoft Mexico. Después, fue nombrada General Mánager de Microsoft South Cone durante 2 años, de 2006 y 2008. En este último destaca, entre otros hitos, por su implicación en el programa 'Potencial ilimitado' de la multinacional, con el que se formó, sólo en Argentina, a más de 25 000 personas. Fue Presidenta y CEO de Microsoft España durante 7 años, entre julio de 2008 y junio de 2015. Microsoft explicó que con Garaña al frente la filial española registró resultados "récord". Desde junio de 2015 y hasta diciembre de 2017 fue vicepresidenta de Microsoft Europe, Middle East and Africa dentro de Microsoft Business Solutions.
De manera complementaria, es miembro de juntas directivas y consejos consultivos y supervisión de diversos organismos públicos y empresas privadas, como el Consejo Social de la Universidad Nacional de Educación a Distancia (UNED) y el Consejo Profesional de la escuela de negocios ESADE. Desde julio de 2013, es miembro de la Junta del Instituto europeo de Innovación y Tecnología en la Comisión Europea en Budapest (Hungría), donde se elabora la Estrategia Europa 2020 y el Programa de investigación e innovación Horizonte 2020, cuyo objetivo final es aumentar la innovación, el espíritu empresarial y el uso de la tecnología en el espacio europeo. Es miembro de Consejo Asesor Español de la Harvard Business School desde diciembre de 2014, es miembro del Consejo de Supervisión de la empresa española Liberbank desde julio de 2015, y es miembro del Consejo de  Supervisión de la empresa francesa de seguros de crédito Euler Hermes, con capital de Allianz Group.
En diciembre de 2017, después de 14 años, dejó Microsoft para ocupar el puesto de directora gerente de Servicios Profesionales para la región Europa, Oriente Medio y África (EMEA) en Google.

## Reconocimientos
- En 2011 fue incluida en la lista de Las 40 mujeres más influyentes de España en el sector de Internet y Nuevas Tecnologías, elaborado por la Asociación de Mujeres Consejeras (MC).[14]
- En 2009 fue nombrada Empresaria del Año por la Federación Española de Mujeres Directivas, Ejecutivas, Profesionales y Empresarias (FEDEPE).[5]
- En noviembre de 2016 fue considerada una de las mujeres más influyentes del ámbito tecnológico incluidas en el "Listado de las 500 mujeres más poderosas de España", publicado por el suplemento 'YoDona' del periódico El Mundo.[1]